# ゲッターポンプ
ゲッターポンプ (Getter Pump) は、チタンのゲッター作用により排気する真空ポンプである。サブリメーションポンプ (Sublimation Pump) とも呼ばれる。これらは蒸発型のゲッターポンプであり、ジルコニウム等の活性な金属とガスの化学反応を利用した非蒸発型ゲッターポンプ（Non-Evaporable-Getterの頭文字を取って NEGポンプとも呼ばれる）も存在する。非蒸発型ゲッターポンプは真空中で高温に熱する活性化という工程が必要となるが、チタン蒸発時の飛散を避けたい用途では非蒸発型ゲッターポンプが有効である。

## 概要
蒸発型ゲッターポンプの構造は、活性金属（通常はチタン）製のフィラメントと、水などで冷却されたケースからなる。フィラメントを加熱して蒸発させると、ケース内壁にチタンの清浄な膜を生成する。チタンは化学的に活性なため、水素・酸素・窒素・一酸化炭素もしくはその他の活性ガスを化学的に吸着し、結果的に真空度が上がる。イオンポンプと異なり、ヘリウム等の不活性気体は排気できない。また、構造上可動部分はないがフィラメントを蒸発させるため寿命がある。
通常はイオンポンプやターボ分子ポンプ等と併用される。排気量はチタンの蒸着速度とケースの表面積によるが、イオンポンプよりも比較的排気量が大きいため、超高真空成膜装置において成膜直前に真空度を上げるために使われる場合がある。
非蒸発型ゲッターポンプ（NEGポンプ）はアルミやジルコニウムなどの合金粉末を成型したゲッターと、活性化に使用するためのヒーターから構成される。可動部の無いシンプルな構成のため、他の真空排気ポンプに比べ、得られる排気速度に対して非常に小型・軽量である。
蒸発型ゲッターポンプ同様、活性な金属とガス分子の化学反応を利用した排気を行うため、活性化表面が全て反応した時点で排気ができなくなる。しかし、真空中で再度加熱する再活性化工程により、数十回から百回あまりの回数にわたり機能を回復することが可能である。なお、活性ガスのうち水素のみは固溶体として金属バルク内に吸着するため、他の活性ガスに比べて排気速度・容量ともに大幅に大きい値となるが、温度と平衡圧の関係で高温での活性化中に一時的に放出される。放出された水素はゲッターの活性化終了後の温度下降と共に、ごく短時間で再度吸着される。
化学反応を利用したポンプのため、化学的に安定な希ガス類の排気はできない。そのため、希ガス系のプロセスガスの純化に利用されることもある。また、希ガスも排気したい用途向けに小型のイオンポンプと一体となった製品も存在する。粒子加速器や高～超高真空製膜装置において、真空度の改善や排気時間短縮などを目的に使用される場合がある。